# Andy Luotto
André Paul Luotto, detto Andy (New York, 30 luglio 1950), è un attore, comico e cuoco italiano, attivo nella televisione italiana fin dalla metà degli anni settanta.

## Biografia
Laureatosi nel 1972 all'Università di Boston in cinematografia, negli anni seguenti lavorò come doppiatore in alcuni film italiani distribuiti negli Stati Uniti. Scoperto da Renzo Arbore in un mercatino rionale, ha partecipato ad alcuni programmi di successo fra cui, per la Rai, L'altra domenica (1976) e Quelli della notte (1985). In quest'ultima trasmissione egli interpretava il personaggio di Harmand, un "meteorologo musulmano" che si esprimeva in una finta lingua araba (in realtà un grammelot fatto di parole inventate, italiano e ricuperi dialettali), il quale venne considerato offensivo da alcuni esponenti della comunità islamica in Italia e all'estero, tanto che Luotto, fatto oggetto anche di minacce di morte, dovette abbandonare momentaneamente lo show, per poi rientrarvi con un personaggio diverso nelle ultime puntate. Nel 1983 è regista ed interprete principale del film: Grunt! - La clava è uguale per tutti.
Nel decennio 1979-1989 ha intrapreso anche la carriera di cantante, pubblicando due album (L.P. nel 1985 e To be tubi del 1989) e cinque singoli. Per qualche anno si allontana dall'industria dello spettacolo, lavorando come istruttore subacqueo e uomo immagine per WWF. Nel 1995 tornò sul piccolo schermo, precisamente a Odeon TV, partecipando al programma Oh... sesso!.

## Vita privata
Si è diplomato all'istituto alberghiero di Civita Castellana e ha aperto un ristorante a Sutri successivamente passato ad una nuova gestione con il nome di Osteria dell'Oca. Nel 2016 ha fondato la società Luotto Factory e aperto il ristorante "Là" in piazza Venezia, nel cuore di Roma. Dopo una stagione estiva nel Salotto di Rapallo, nel 2025 ha lavorato a Scalea in un ristorantino del Lido Olgarino. 
È stato compagno dell'attrice Elisabetta Ghersel.
Dal 1991 è sposato con Antonella D’Angeli.

## Filmografia

Andy Luotto con la compagna Elisabetta Ghersel

### Cinema
- SuperAndy - Il fratello brutto di Superman, regia di Paolo Bianchini (1979)
- Il pap'occhio, regia di Renzo Arbore (1980)
- Corse a perdicuore, regia di Mario Garriba (1980)
- I carabbinieri (1981)
- I carabbimatti (1981)
- L'esercito più pazzo del mondo (1981)
- Teste di quoio (1981)
- La maestra di sci (1981)
- Vigili e vigilesse, regia di Franco Prosperi (1982)
- "FF.SS." - Cioè: "...che mi hai portato a fare sopra a Posillipo se non mi vuoi più bene?", regia di Renzo Arbore (1983)
- Don Camillo (1983)
- Grunt! - La clava è uguale per tutti, regia di Andy Luotto (1983)
- La vera storia della rivoluzione francese (Liberté, égalité, choucroute), regia di Jean Yanne (1985)
- Il mistero di Bellavista, regia di Luciano De Crescenzo (1985)
- Mortacci, regia di Sergio Citti (1989)
- Club vacanze, regia di Alfonso Brescia (1995)
- Per favore, strozzate la cicogna (1995)
- La tregua, regia di Francesco Rosi (1997)
- I giudici - Excellent Cadavers, regia di Ricky Tognazzi (1999)
- Canone inverso - Making Love, regia di Ricky Tognazzi (2000)
- Il quaderno della spesa (2003)
- Pontormo (2004)
- Bonjour Michel (2005)
- Il punto rosso (2006)
- Nemici per la pelle, regia di Rossella Drudi (2006)
- Go Go Tales, regia di Abel Ferrara (2007)
- E guardo il mondo da un oblò (2007)
- Boogie Woogie (2007)
- Pinocchio (2012)
- Il mio nome è Thomas (2018)
- Vecchie canaglie, regia di Chiara Sani (2021)

### Televisione
- Non tutto rosa, regia di Amanzio Todini - film TV (Italia 1, 1987)
- Investigatori d'Italia, regia di Paolo Poeti - serie TV (Rai 2, 1987)
- Fantastico (Rai 1, 1989-1990)
- Don Matteo - 1 episodio (Rai 1, 2002)
- Ferrari – miniserie TV, regia di Carlo Carlei (Canale 5, 2003)
- Camera Café, episodio 256 (Italia 1, 2004)
- Meucci - L'italiano che inventò il telefono (Rai 1, 2005)
- Giovanni Paolo II – miniserie TV, 2 puntate (Rai 1, 2007)
- Nero Wolfe – serie TV, 8 episodi (Rai 1, 2012)
- Il sogno del maratoneta (Rai 1, 2012)
- La bella e la bestia – miniserie TV, 2 puntate (Rai 1, 2014)
- I Medici (Medici: Masters of Florence) – serie TV, episodio 1x04 (Rai 1, 2016)
- Frittanza - Altro fritto altra corsa - (Alma TV, 2020-2021)

## Programmi televisivi
- L'altra domenica (Rete 2, 1976)
- Lo Squizzofrenico (Antenna 3 Lombardia, 1980-1981)
- Tutto compreso (Rete 2, 1981)
- Quelli della notte (Rai 2, 1985)
- Ritorno al presente (Rai 1, 2005) – Concorrente
- Giass (Canale 5, 2014) – Giudice
- Ciao Darwin (Canale 5, 2024) – Concorrente

## Discografia

### Album
- 1985 - L. P.
- 1989 - To be tubi

### Singoli
- 1979 - He's, Too Young To Fly / 'Bbuono, No 'Bbuono (con Silvia Annicchiarico)
- 1982 - Tenebre / Giarrettiere & Rock'N Roll
- 1982 - Giarrettiere & Rock'n Roll / Pizza Fritt
- 1984 - Everybody's Breakin'
- 1985 - Eat La Pizza Pie

## Opere letterarie
- Faccia da chef, 1ª ed., Torino, Anteprima Edizioni, 2011, ISBN 978-88-88857-40-4.
- Padella story. Ricette e storie di un cuoco sotto le righe, Trento, Reverdito, 2013, ISBN 978-88-7978-191-6.
- Cotto in coccio: l'astronauta e il contadino, Vulcania Edizioni, 2021